# Philippe Furrer
Philippe Furrer (Berna, 16 giugno 1985) è un hockeista su ghiaccio svizzero che milita nel Friburgo-Gottéron, squadra della Lega Nazionale A.

## Palmarès

### Club
- Campionato svizzero: 3

Berna: 2003-2004, 2009-2010, 2012-2013
- Coppa Svizzera: 1

Berna: 2014-2015

### Individuale
- Coppa Spengler All-Star Team: 1

2015